# Orectognathus antennatus
Orectognathus antennatus é uma espécie de formiga do gênero Orectognathus, pertencente à subfamília Myrmicinae.